# Aprendizaje integrador

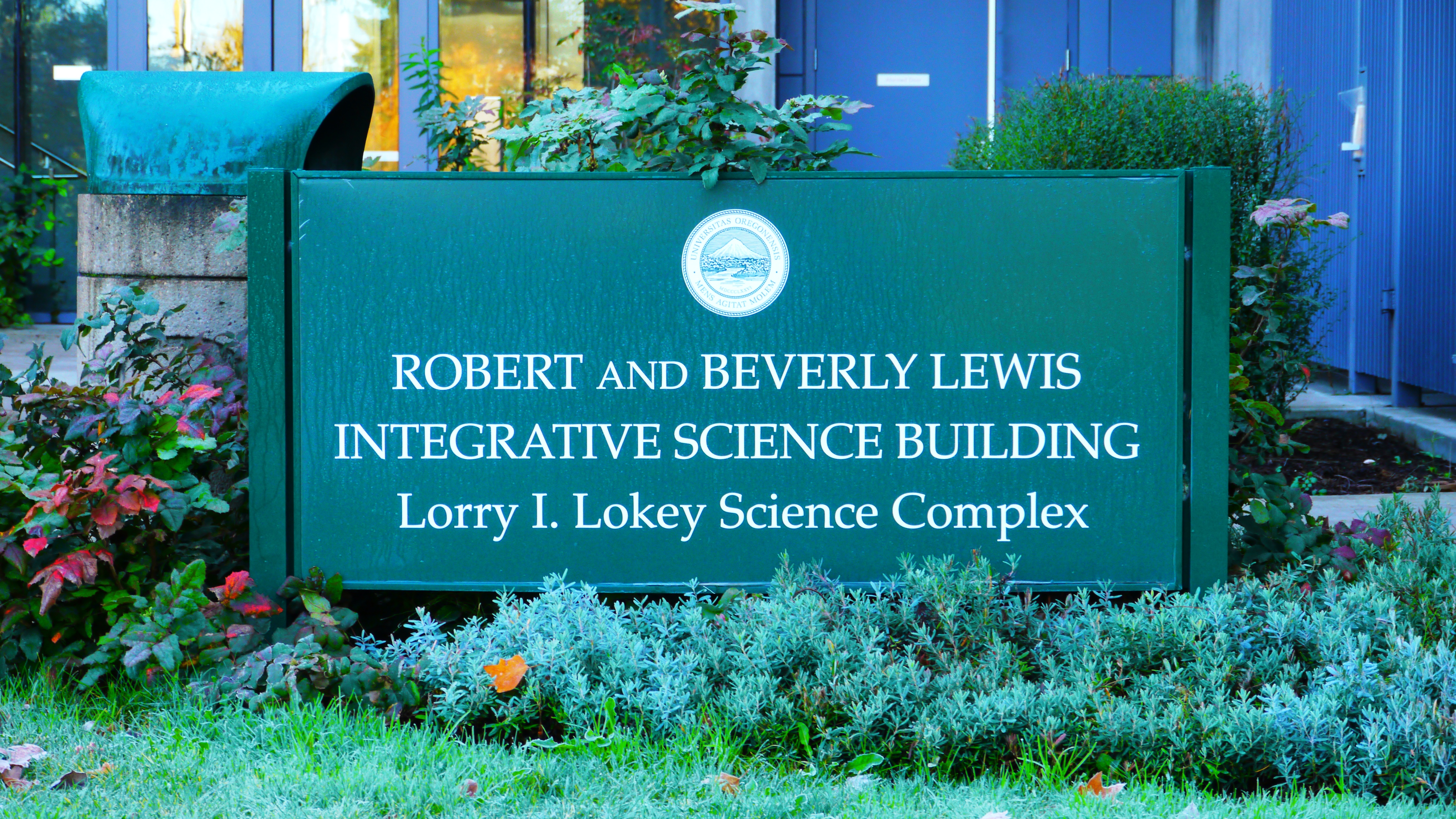
Cartel de un edificio para la ciencia integradora en la Universidad de Oregón

El aprendizaje integrador, aprendizaje integrado o aprendizaje pleno (en inglés integrative learning) es una teoría del aprendizaje que propone enseñar de manera que los estudiantes establezcan más conexiones entre las diversas materias que aprenden. Un ejemplo es el aprendizaje integrado de lenguas extranjerasː en vez de enseñar, pongamos por caso, a alumnos hispanohablantes Inglés por un lado e Historia por otro, se les imparte historia en inglés.
Este concepto educativo es distinto del "currículo integrado", que junta materias procedentes de más de un currículo. Existe por ejemplo el currículo integrado hispano-británico. El aprendizaje integrador también es diferente de la educación inclusiva, que se refiere a la integración del alumnado, no de las materias.

## Término y concepto
Hay muchas formas de aprendizaje integrador: conectar habilidades y conocimientos de múltiples fuentes, aplicar habilidades y prácticas en diferentes entornos, utilizar puntos de vista diversos e incluso contradictorios o  comprender los problemas contextualmente.
...establecer conexiones dentro de una especialización, entre campos, entre el currículo y la actividad extraescolar (también denominada "extracurricular"), o entre conocimiento académico y práctica.
Los estudios integrados implican reunir materias tradicionalmente separadas para que los estudiantes puedan comprender y retener mejor. Veronica Boix Mansilla, cofundadora del Proyecto de Estudios Interdisciplinarios en Project Zero, explicaː «cuando [los estudiantes] pueden juntar conceptos, métodos o lenguajes de 2 o más disciplinas o áreas de experiencia para explicar un fenómeno, resolver un problema, crear un producto o plantear una nueva pregunta» están demostrando comprensión interdisciplinar. 
Durante más de una década, los investigadores del Proyecto Cero de la Escuela de Graduados en Educación de Harvard han estado estudiando el trabajo interdisciplinar en diferentes entornos. Han hallado que la comprensión interdisciplinar es fundamental para los estudiantes de pensamiento moderno. Desarrollar un modelo cognitivo y social de aprendizaje interdisciplinar sigue siendo un desafío.
Edutopia destacó a Central York High School como una "escuela que funciona" debido a su exitoso enfoque de estudios integrados. Por ejemplo, una profesora del programa estatal Advanced Placement (AP, emplazamiento avanzado) y un profesor de arte colaboraron para crear un proyecto conjunto que pedía a los estudiantes que crearan una escultura basada en los principios de este programa. La profesora de AP, Dayna Laur, afirma que «los proyectos de estudios integrados [apuntan a] crear una conexión entre disciplinas que, de otro modo, a muchos estudiantes les parecerían no estar relacionadas. La búsqueda deliberada de formas en las que se puedan mezclar estándares y contenido es imperativa si se desea crear experiencias verdaderamente auténticas, porque en el mundo fuera del aula, el contenido no es independiente».

## Currículo integrado de Medicina
En muchas facultades de medicina estadounidenses, un "plan de estudios integrado" se refiere a un enfoque no compartimentado del aprendizaje básico de las ciencias. A diferencia del currículo médico tradicional, que separa materias como embriología, fisiología, patología y anatomía, los currículos integrados alternan conferencias sobre estas materias a lo largo de los 2 primeros años (Jonas, 1989) y el estudio se organiza en torno a los sistemas de órganos (como "Cardiovascular" o "Gastrointestinal"). Otro componente importante del currículo médico integrado es el aprendizaje basado en problemas.

## Resultados K-12
Varios estudios han demostrado que los currículos interdisciplinares apoyan la participación y el aprendizaje de los estudiantes. Se ha demostrado que la integración de las ciencias con la comprensión de lectura y las lecciones de escritura mejora la comprensión de los estudiantes tanto en ciencias como en lengua y literatura en inglés.